# Buddy Van Horn
Wayne Van Horn (20 de agosto de 1928-11 de mayo de 2021) fue un coordinador de dobles y director de cine estadounidense. Dirigió las películas de Clint Eastwood Any Which Way You Can (1980), The Dead Pool (1988), y Pink Cadillac (1989). Durante mucho tiempo fue el doble de Eastwood, y fue acreditado como coordinador de acrobacias en las películas de Eastwood desde 1972 hasta 2011, y como director de segunda unidad en Magnum Force (1973) y El novato (1990). A veces fue acreditado como Wayne Van Horn en la década de 1980. Anteriormente fue el doble de Guy Williams en la película de Disney Zorro, y de Gregory Peck. La aparición más destacada de Van Horn en la pantalla es el papel del mariscal Jim Duncan en la película de Eastwood High Plains Drifter (1973). Van Horn murió en Los Ángeles el 11 de mayo de 2021, a la edad de 92 años.

## Filmografía

### Director
- Any Which Way You Can (1980)
- The Dead Pool (1988)
- Pink Cadillac (1989)

### Director de segunda unidad
- Magnum Force (1973) - También doble de actuación no acreditado
- El Novato (1990) - También actor de doblaje
- Outbreak (1995) - También coordinador de dobles
- Poder absoluto (1997) - Sin acreditar/también coordinador de dobles

### Actor
| Year                      | Title               | Role               | Notes                                       |
| ------------------------- | ------------------- | ------------------ | ------------------------------------------- |
| 1954: "Destry (película)" | Destry              | Townsman           | "sin acreditar" también sin acreditar       |
| 1955                      | Escape to Burma     |                    | Uncredited Doble de actuación sin acreditar |
| 1960                      | Spartacus           | Soldier            | Uncredited Doble de actuación sin acreditar |
| 1969                      | Paint Your Wagon    | Miner              | Uncredited Doble de actuación sin acreditar |
| 1971                      | The Beguiled        | Soldier            | Also Uncredited Stunt Coordinator           |
| 1973                      | High Plains Drifter | Marshal Jim Duncan | También coordinador de dobles               |
| 1975                      | Bite the Bullet     | Slim               | Doble de actuación sin acreditar            |
| 1984                      | Pale Rider          | Stage Driver #1    | Also Stunt Coordinator                      |
| 1988                      | Shakedown           | Police Officer     | Also Stunt Performer                        |